# Krîvciîkî, Zbaraj
Krîvciîkî (în ucraineană Кривчики) este un sat în comuna Lozî din raionul Zbaraj, regiunea Ternopil, Ucraina.

## Demografie
Componența lingvistică a localității Krîvciîkî
     Ucraineană (99,61%)
     Alte limbi (0,39%)
Conform recensământului din 2001, majoritatea populației localității Krîvciîkî era vorbitoare de ucraineană (99,61%), existând în minoritate și vorbitori de alte limbi.